# Refinería Balboa

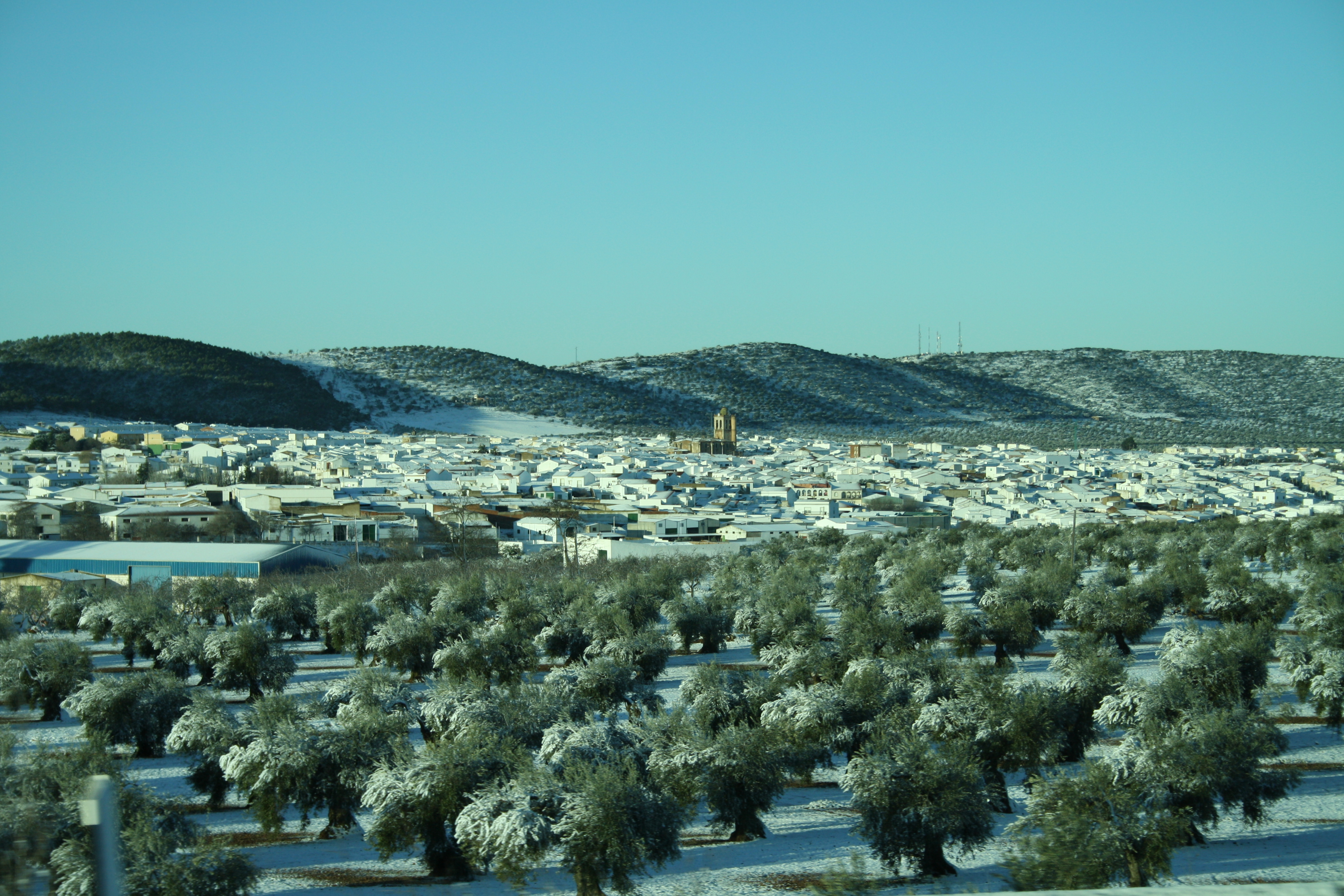
Vista de Los Santos de Maimona, donde iba a instalarse la refinería.

La refinería Balboa fue un proyecto para construir una refinería de petróleo en el municipio de Los Santos de Maimona, en la provincia española de Badajoz. La tramitación del proyecto se inició en 2005 y tuvo que ser abandonada en marzo de 2012, tras recibir una Declaración de Impacto Ambiental negativa.

## Reacciones de la opinión pública
Desde que se anunció el proyecto en 2004, surgieron diversos colectivos que se opusieron a la creación de la refinería. Se creó una plataforma ciudadana con ese fin, que presentó varias alegaciones y realizado actos en contra. También mostraron su rechazo organizaciones ecologistas como WWF/Adena o Ecologistas en Acción. La mayor parte de estas oposiciones se debieron al fuerte impacto ambiental que consideran que la refinería produciría, en una zona fundamentalmente agrícola. Por su parte, los partidos políticos con poder de decisión sobre el proyecto tuvieron posiciones enfrentadas, incluyendo cambios de parecer durante la tramitación. Portugal también mostró su oposición al proyecto.

## Plataforma Ciudadana Refinería No
Esta plataforma ciudadana se creó inmediatamente después de que se anunciase el proyecto de refinería por parte del presidente de la Junta de Extremadura, Juan Carlos Rodríguez Ibarra, y aglutinó a personas de todos los sectores sociales, políticos y económicos. 
La PCRN realizó multitud de actos públicos en los que participaron personas de reconocido prestigio (médicos, ecologistas, biólogos, químicos, etc.) que advirtieron de los peligros de una refinería de petróleo para el medio ambiente y la salud humana, lo cual ayudó a crear una concienciación social mayoritariamente en contra de la refinería.
Las autoridades locales, autonómicas y estatales intentaron silenciar e, incluso, desprestigiar a la PCRN, acusando falsamente el alcalde de Villafranca de los Barros, Ramón Ropero, a varios de sus miembros de atentado contra la autoridad. Finalmente fueron declarados inocentes por la Audiencia Provincial de Badajoz.

## Declaración de Impacto Ambiental
En marzo de 2012 el Ministerio de Medio Ambiente anunció que la Declaración de Impacto Ambiental, requisito indispensable para la construcción de la refinería, no sería favorable.
La principal causa que hizo a los técnicos considerar ambientalmente inviable el proyecto era su potencial impacto sobre el parque nacional de Doñana y la afección al medio marino en una zona de reserva pesquera. El petróleo llega a las refinerías a través de petroleros, por lo que una refinería de interior requeriría una terminal marítima y un oleoducto, que en este caso mediría 200 km y sería el motivo de la afección de Doñana. Además, según el informe, la necesidad de transporte al interior incumplía los objetivos de eficiencia energética que recoge la normativa europea.